# Povo ket
Os Kets (em russo:  Кеты; ket: денг) são um povo siberiano que fala a língua ket. No Império Russo, eram chamados ostiaques, sem diferenciá-los doutros povos siberianos. Depois foram chamados  ostiaques do Ienissei, porque viviam na bacia baixa e média do Rio Ienissei no Krai de Krasnoiarsk na Rússia. Os kets modernos viviam na margem leste do rio antes de serem submetidos à Rússia entre os séculos XVII e XIX. De acordo com o censo de 2010, havia 1220 kets na Rússia.

## História
Acha-se que os kets são os únicos sobreviventes dum antigo povo nómada que teria vagado pela Sibéria central e meridional. Na década de 1960 o povo yugh foi reconhecido como grupo singular mas muito relacionado. Os kets de hoje são descendentes das tribos de pescadores e caçadores da taiga do Ienissei, os quais adoptaram algumas das características das tribos que originariamente povoavam a Sibéria meridional. Estas primeiras tribos caçavam, pescavam e comiam veado nas zonas mais a Norte.
Os ket foram anexados à Rússia no século XVII. Os seus esforços para resistir foram desmanchados quando os russos os deportaram a diferentes lugares para destruir a sua resistência. Isto também destruiu o seu sistema social extremamente organizado patriarcal e a sua forma de vida desfeita. Alguns morreram de fome, outros de doenças trazidas da Europa. No século XIX os kets já não podiam sobreviver sem comida fornecida pelo estado russo.
No século XX, os soviéticos forçaram a colectivização dos kets. Foram oficialmente reconhecidos como kets na década de 1930 quando a União Soviética começou a implementar a política de autodeterminação em relação aos povos indígenas. Porém, as tradições kets continuaram a ser suprimidas e a iniciativa grupal foi desencorajada. A colectivização foi completada pela década de 1950 e a língua e o estilo de vida russo foi implementado dentre os kets.[carece de fontes?]
A população ket tem estado bastante estável desde 1923. De acordo com o censo e 2002, haviam 1.494 kets na Rússia. Isto compara-se com os 1.200 que havia no censo de 1970. Hoje em dia os kets vivem em pequenas aldeias junto às margens dos rios e já não são nómadas.[carece de fontes?]

## Cultura
O xamanismo era uma práctica viva na década de 1930, mas na década de 1960 quase já não era possível encontrar xamães autênticos. O xamanismo não é um conjunto homogéneo de creenças. O xamanismo dos kets partilhava características com o dos povos mongólicos e turcomanos. Além disso, havia vários tipos de xamães ket, diferindo na função (ritos sagrados, curação), poder e animais associados (veado, urso). Também, entre os kets (como em muitos outros povos siberianos como os Karagas há evidência do uso de esqueletos simbólicos. Hoppál interpreta isto como símbolo do ressurgimento xamânico, embora também possa simbolizar os ossos da mobelha (o animal ajudante do chamã, ligando o mundo aéreo e o aquático, tal como a história do xamã que viajou ao céu e ao mundo marino). A figura de esqueleto representa o ressurgir xamânico também entre outras culturas siberianas.

De acordo com Leonid Kyzlasov, os kets eram mencionados pelos historiadores chineses como gente siberiana de olhos azuais e cabelo claro, mas Kyzlasov não menciona de que fontes chinesas ele estava a falar. O historiador linguístico Edward Vajda diz que algumas análises de ADN têm mostrado ligação genética com os tibetanos, os bramás, entre outros.

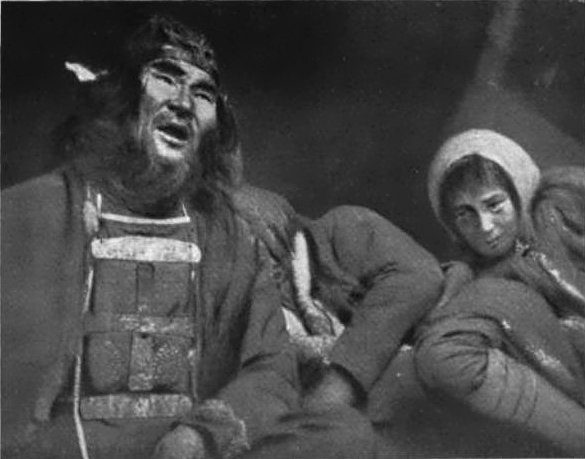
Xamã ket, 1914
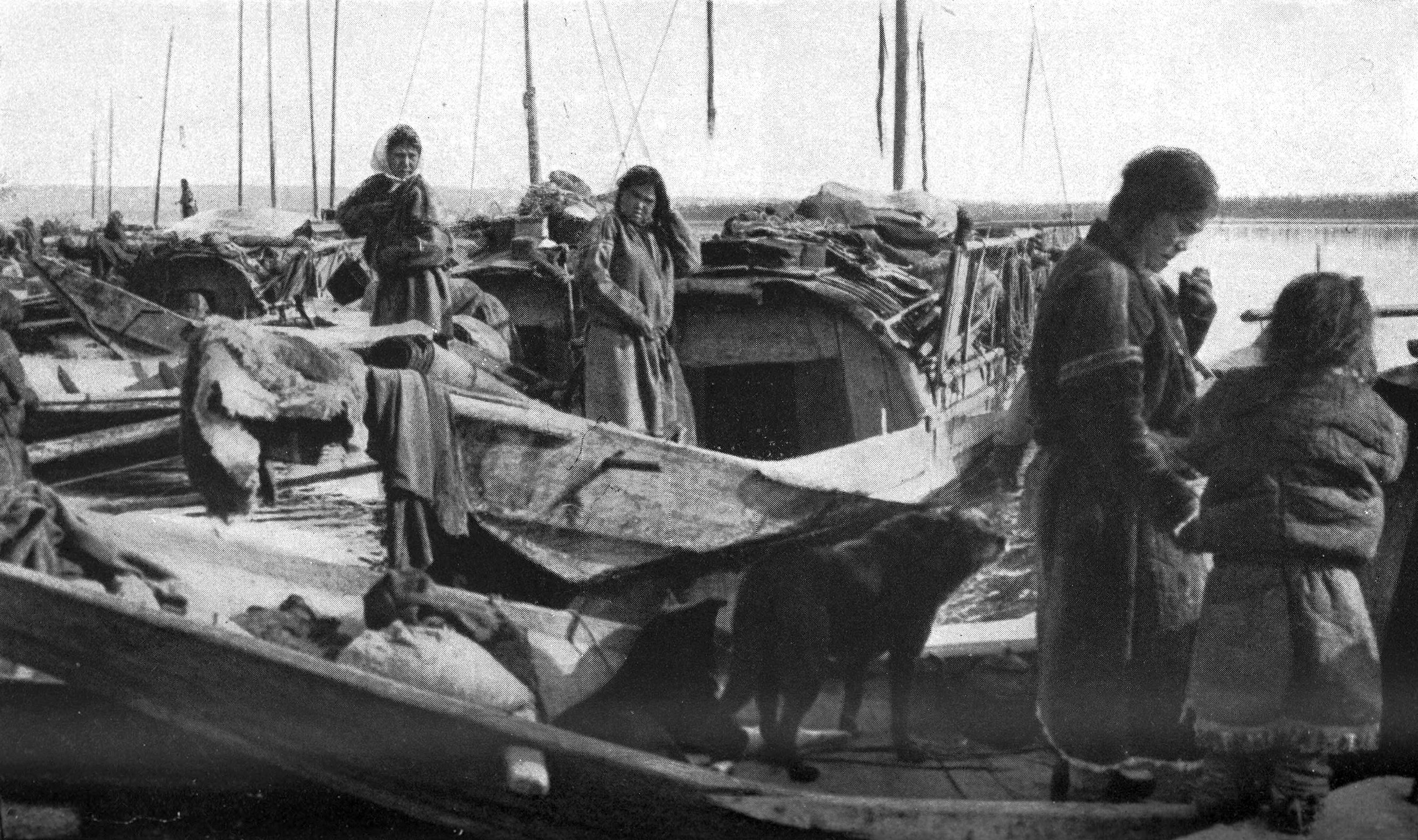
Casas barco dos kets, 1914
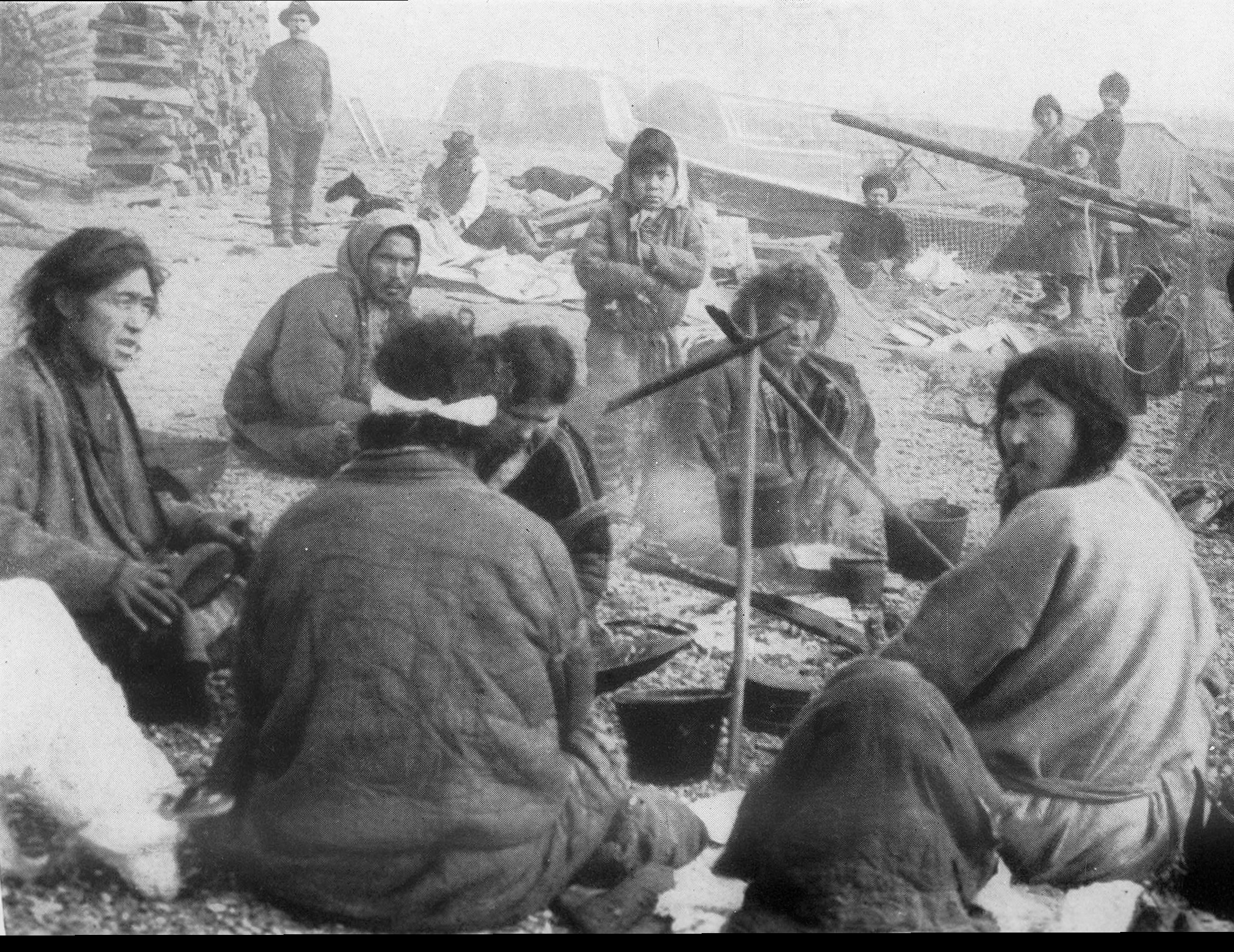
Fotografia de 1914 do explorador norueguês Fridtjof Nansen dum grupo de kets. As pessoas do fundo com chapéus são russos.
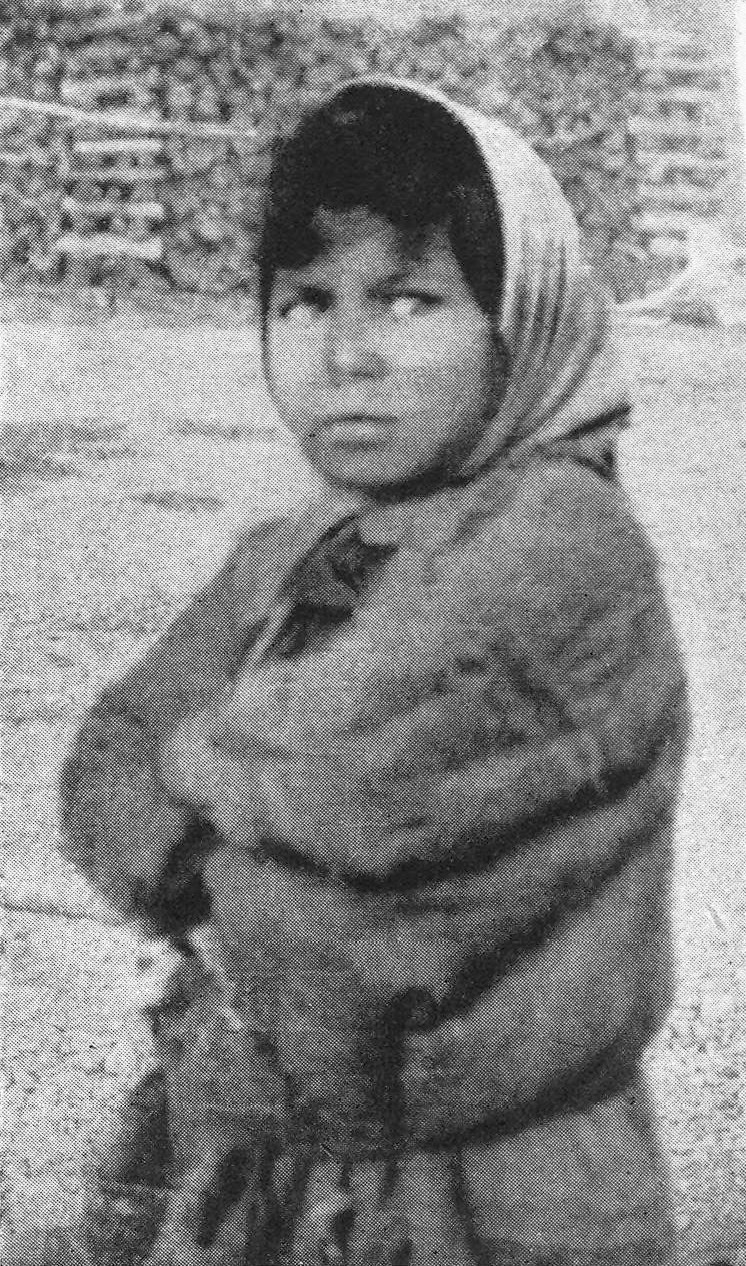
Rapaz ket, 1914
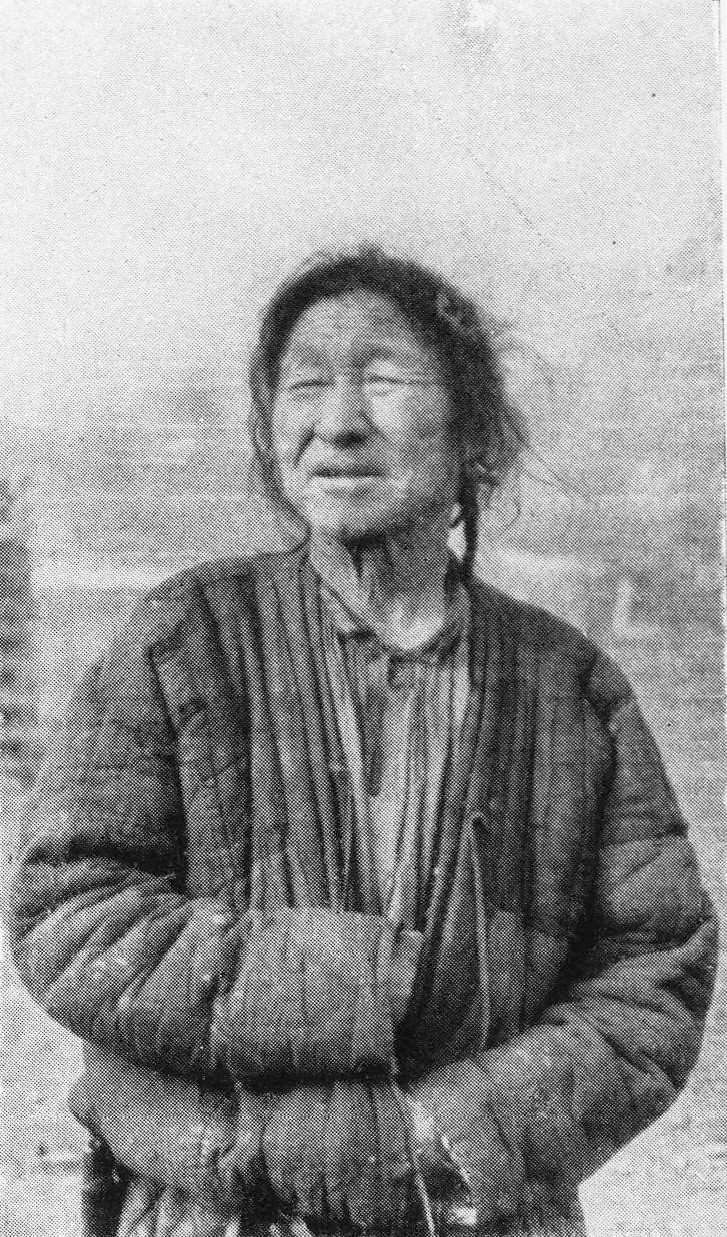
Mulher ket, 1914
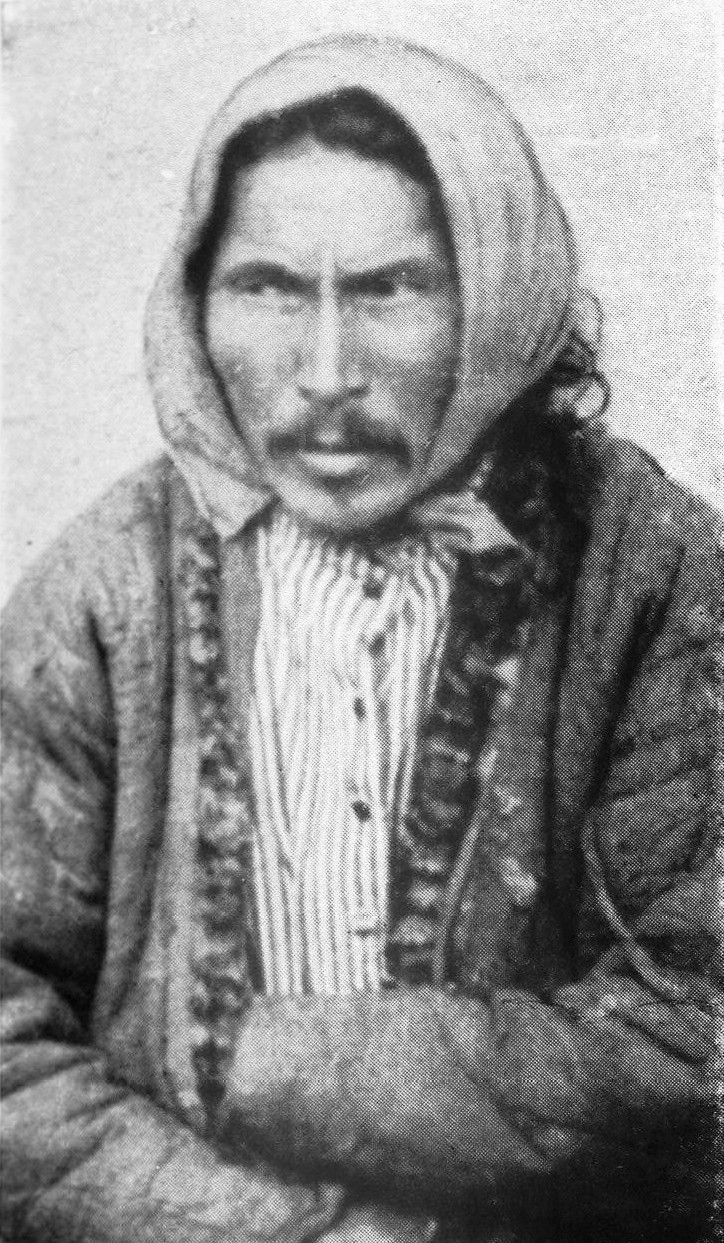
Homem ket, 1914